# آخرین نبرد
ماجراهای نارنیا:آخرین نبرد (به انگلیسی: The Last Battle) نام آخرین و هفتمین  داستان از مجموعه هفت جلدی سرگذشت نارنیا است که توسط سی. اس. لوئیس نوشته
شده‌است.